# Francisco Pulgar Vidal
Francisco Pulgar Vidal (Huánuco, 12 marzo 1929 – Lima, 17 gennaio 2012) è stato un compositore e musicologo peruviano.

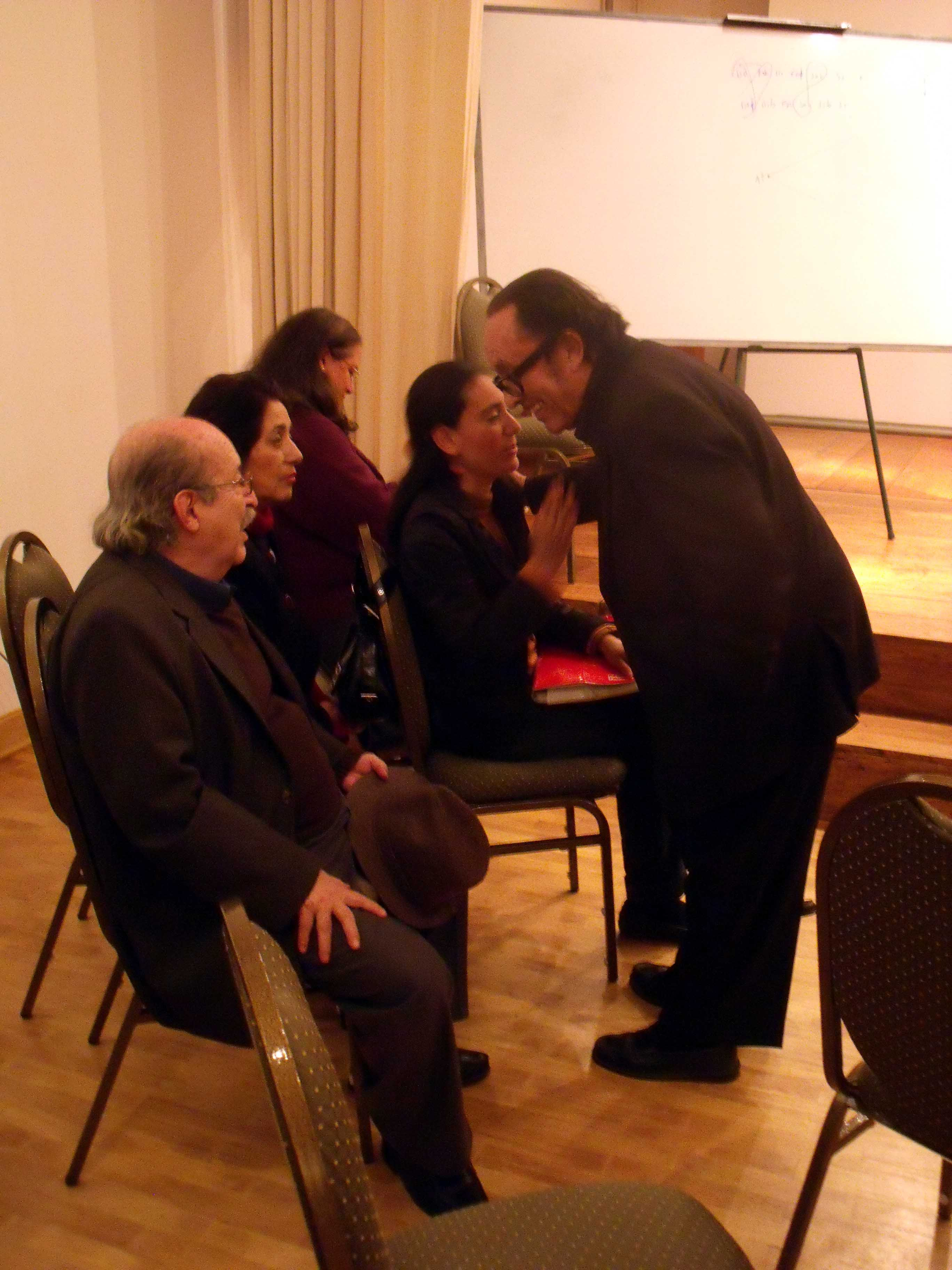
v.l.n.r. Francisco Pulgar Vidal, Margarita Ludeña, Mabel García und Edgar Valcárcel

Ha raccolto, insieme ad altri, l'eredità artistica dei compositori peruviani Andrés Sas (1900-1967) e Rodolfo Holzmann (1910-1992) caratterizzandosi per l'integrazione nelle sue composizioni di elementi derivati dalla tradizione precolombiana, dall'epoca coloniale e di riferimenti all'attualità (l'opera Paco Yunque trae ispirazione da un racconto di César Vallejo).
È noto anche come riarrangiatore di musiche tradizionali andine e peruviane come alcuni huaynos e composizioni tradizionali per tondero e marinera (entrambe danze tipiche peruviane).

## Composizioni
- Cuarteto N°1 (1953)
- Tres poemas líricos para coro (1955)
- Sonata para piano (1958)
- Paco Yunque piano (1960)
- Sonata en 6 para violín y piano (1967)
- Los Jircas, per coro misto a 4 voci (1968?)
- Sinfonía Chulpas (1968)
- Cantata Apu Inqa (1970)
- 7 suites para piano (1972)
- Bárroco criollo para orquesta, sinfonia (1978)
- 10 vallejianas para soprano y coro (1990)
- Sinfonía Nasca (1995)
- Sinfonía Taki-Bach para orquesta de cuerdas (1998)

| Controllo di autorità | VIAF (EN) 38462625 · ISNI (EN) 0000 0000 3108 7592 · LCCN (EN) n88093123 · GND (DE) 1056775866 · BNE (ES) XX5400919 (data) |